# لیگاند OX40
لیگاند OX40 (انگلیسی: OX40 ligand) که با نام «CD252» هم شناخته می‌شود، یک لیگاند برای مولکول پروتئینی CD134 است که بر روی سلول‌های دندریتیک «DC2» بیان شده و تمایز لنفوسیت‌های تی کمک‌کننده را تقویت و تشدید می‌کند.
تا کنون چندین گونه «چندریختی تک-نوکلئوتید» (SNPs) از ژن OX40L شناسایی شده‌است که برخی از آنها با بیماری لوپوس منتشر در ارتباط هستند. هیچگونه ارتباطی مابین این پروتئین و پدیدهٔ تصلب شرائین یافت نشده‌است.